# Greywell
Greywell is een civil parish in het bestuurlijke gebied Hart, in het Engelse graafschap Hampshire.